# 송기식 잠수
송기식잠수(Surface-supplied diving)은 물 위에 설치한 압축기나 탱크로부터 호스를 통해 다이버에게 필요한 공기 등의 호흡 가스를 제공하는 잠수 방식을 말한다. 스쿠버 다이빙과 대비해 이용되고 있다.